# AYA HIRANO Special LIVE 2010 〜Kiss me〜
『AYA HIRANO Special LIVE 2010 〜Kiss me〜』（アヤ ヒラノ スペシャルライブにせんじゅうキス・ミー）は、平野綾の2010年12月23日に行われたライブイベントのタイトル、およびライブの模様を収録した3作目のライブ映像のタイトル。2011年5月2日にハピネットから発売された。

## ライブ概要
2010年12月23日、赤坂BLITZにて行われたライブイベント。ライブ当日、全国の映画館にて3D同時生中継『AYA HIRANO Special LIVE 2010 〜Kiss♥me 〜3D･ビューイングinシアター』が実施された。ライブ内ではタップダンス、ギター演奏、ピアノ弾き語りを披露した。
ビューイングシアター中継会場
- TOHOシネマズ六本木ヒルズ（東京都）
- シネマメディアージュ（東京都）
- TOHOシネマズ南大沢（東京都）
- TOHOシネマズ流山おおたかの森（千葉県）
- TOHOシネマズららぽーと横浜（神奈川県）
- TOHOシネマズ名古屋ベイシティ（愛知県）
- TOHOシネマズ伊丹（兵庫県）
- TOHOシネマズトリアス久山（福岡県）

## ディスク概要
DVD盤とBlu-ray Disc盤が発売された。音声については「5.1chサラウンド」および「2chステレオ」、BDは「リニアPCM」、DVDは「ドルビーデジタル」で収録されている。同タイトルのライブ・ビデオには一部を除いた曲が収録された。特典としてライブメイキングやプライベート映像を収録したDVDが同梱されている。

## ライブ出演者
バックバンド
- 木島靖夫（ギター）
- 島本道太郎（ベース）
- 真藤敬利（キーボード）
- 舛岡圭司（ドラム）

ダンサー
- ToMoYo
- Anna
- Toshi
- HIDE
- ALEX

タップダンサー
- Naru

## セットリスト
1. 賛美歌（106）
2. kiss♥me
3. 明日のプリズム
4. HERO
5. MonStAR
6. OH! My Darlin'
7. ラブソング
8. 冒険でしょでしょ
9. God knows... （未収録曲）
10. Lost my music（未収録曲）
11. Lock-oN
12. キセキノイロ
13. ダリア
14. スピード☆スター
15. LOVE★GUN
16. Set me free
17. Hysteric Barbie
18. Super Driver
19. 星のカケラ（アンコール）
20. For you（アンコール）
21. ヨロコビの歌（アンコール）
22. アイシテ！（ダブルアンコール）
23. RIOT GIRL（ダブルアンコール）
24. Unnamed world（トリプルアンコール）

## 収録内容

### 本編
1. 賛美歌（106）
2. kiss♥me
3. 明日のプリズム
4. HERO
5. MonStAR
6. OH! My Darlin'
7. ラブソング
8. 冒険でしょでしょ
9. Lock-oN
10. キセキノイロ
11. ダリア
12. スピード☆スター
13. LOVE★GUN
14. Set me free
15. Hysteric Barbie
16. Super Driver
17. 星のカケラ
18. For you
19. ヨロコビの歌
20. アイシテ！
21. RIOT GIRL
22. Unnamed world

### 特典
1. AYA HIRANO SPECIAL LIVE ドキュメンタリー 2010 〜綾魂〜
2. Tap!  〜No Cut Ver.〜
3. Intermission
4. Private